# Doris Prechel
Doris Prechel (* 1963) ist eine deutsche Altorientalistin.

## Leben
Von 1983 bis 1989 studierte sie Geschichte, Politikwissenschaft und neuere deutsche Literatur an der Universität Konstanz (1989: Magister Artium – Titel der Magisterarbeit: „Magische Figuren in den babylonisch-assyrischen und hethitischen Beschwörungsritualen“). Von 1990 bis 1993 war sie wissenschaftliche Mitarbeiterin an der FU Berlin. Nach der Promotion 1993 zum Dr. phil. – Thema der Dissertation: „Die Göttin Ishara. Ein Beitrag zur altorientalischen Religionsgeschichte“ – war sie von 1994 bis 1996 wissenschaftliche Mitarbeiterin am Altorientalischen Institut der Universität Leipzig. Von 1996 bis 2001 war sie Hochschulassistentin am Seminar für Sprachen und Kulturen des Vorderen Orients – Assyriologie – der Universität Heidelberg. 2001 war sie Gastprofessorin für Altorientalische Philologie an der Universität Mainz. 2001 vertrat sie die Professur für Altorientalische Philologie in Mainz. Seit 2001 ist sie Professorin für Altorientalische Philologie an der Johannes Gutenberg-Universität Mainz.

## Schriften (Auswahl)
- Die Göttin Išḫara. Ein Beitrag zur altorientalischen Religionsgeschichte. Münster 1996, ISBN 3-927120-36-7.
- als Herausgeberin: Fest und Eid. Instrumente der Herrschaftssicherung im Alten Orient. Würzburg 2008, ISBN 978-3-89913-634-0.
- mit Helmut Freydank: Urkunden der königlichen Palastverwalter vom Ende des 2. Jt. v. Chr. Das „Archiv“ Assur 21101 (M7 F). Wiesbaden 2014, ISBN 978-3-447-10184-4.
- als Herausgeber mit Hans Neumann: Beiträge zur Kenntnis und Deutung altorientalischer Archivalien. Festschrift für Helmut Freydank zum 80. Geburtstag. Münster 2019, ISBN 3-96327-020-9.